# Halte Hazerswoude-Koudekerk
Halte Hazerswoude-Koudekerk is een voormalige spoorweghalte in het Zuid-Hollandse Hazerswoude-Rijndijk aan de Spoorlijn Woerden - Leiden. Dit station werd in 1878 in gebruik genomen en in 1934 gesloten voor reizigersvervoer. Er stonden een wachterswoning en een stationsgebouw van het type Zwammerdam.

## Toekomst
Er zijn plannen om op deze plaats opnieuw een station te openen. Na het afblazen van het RijnGouwelijnproject ligt het in de bedoeling de lijn Leiden - Utrecht op te waarderen zodat daarop twee sprinters per uur gaan rijden naast de huidige twee intercity's op dit traject. Bij Hazerswoude-Rijndijk zal een nieuw station gebouwd worden. Als werknaam gebruikt men de naam van het verdwenen station Hazerswoude-Koudekerk. Het station zal vermoedelijk gebouwd worden aan de westkant van Hazerswoude-Rijndijk, bij de kruising van de spoorbaan met de Gemeneweg naar Hazerswoude-Dorp. De eerste voorstellen voor een hernieuwde halte Hazerswoude-Koudekerk dateren uit de jaren tachtig van de 20e eeuw.
0,0: Woerden ·
3,7: Waarder ·
9,2: Bodegraven ·
12,4: Zwammerdam ·
17,4: Alphen a/d Rijn ·
22,4: Hazerswoude-Koudekerk ·
26,8: Zoeterwoude ·
30,0: Leiden Lammenschans ·
31,5: Leiden Witte Poort ·
32,5: Leiden Centraal
Alphen a/d Rijn ·
Arkel · 
Barendrecht · 
Bodegraven · 
Boskoop · 
-Snijdelwijk · 
Boven Hardinxveld · 
Capelle Schollevaar · 
De Vink · 
Delft · 
-Campus · 
Den Haag:
-Centraal · 
-HS ·
-Laan van NOI · 
-Mariahoeve · 
-Moerwijk · 
-Ypenburg · 
Dordrecht · 
-Stadspolders ·
-Zuid ·
Gorinchem · 
Gouda · 
-Goverwelle · 
Hardinxveld:
-Blauwe Zoom · 
-Giessendam · 
Hillegom · 
Lansingerland-Zoetermeer · 
Leiden:
-Centraal · 
-Lammenschans · 
Nieuwerkerk a/d IJssel · 
Rijswijk · 
Rotterdam:
-Alexander · 
-Blaak · 
-Centraal · 
-Lombardijen · 
-Noord · 
-Stadion · 
-Zuid · 
Sassenheim · 
Schiedam Centrum · 
Sliedrecht · 
-Baanhoek · 
Voorburg · 
Voorhout · 
Voorschoten ·
Waddinxveen · 
-Noord ·
-Triangel ·
Zoetermeer · 
-Oost · 
Zwijndrecht
Geplande stations:
Gorinchem Noord · Hazerswoude-Koudekerk · Schiedam Kethel
Voormalige stations: zie de lijst van voormalige spoorwegstations in Zuid-Holland